# یانگ گویفی
یانگ گویفی (楊貴妃؛ 719 – ۱۵ ژوئیهٔ ۷۵۶) همسر غیراصلی شوان زونگ اول و شاعر اهل دودمان تانگ بود. 